# Tipula (Pterelachisus) icarus
Tipula (Pterelachisus) icarus is een tweevleugelige uit de familie langpootmuggen (Tipulidae). De soort komt voor in het Oriëntaals gebied.